# Пуэферре
Пуэферре́ (фр. Poueyferré, окс. Poiharrèr) — коммуна во Франции, находится в регионе Юг — Пиренеи. Департамент — Верхние Пиренеи. Входит в состав кантона Лурд-Уэст. Округ коммуны — Аржелес-Газост.
Код INSEE коммуны — 65366.

## География
Коммуна расположена приблизительно в 670 км к югу от Парижа, в 135 км юго-западнее Тулузы, в 18 км к юго-западу от Тарба.
По территории коммуны протекает река Ус.

## Климат
Климат умеренно-океанический с солнечной тёплой погодой и обильными осадками на протяжении практически всего года.

## Население
Население коммуны на 2010 год составляло 842 человека.
| 1962 | 1968 | 1975 | 1982 | 1990 | 1999 | 2010 |
| ---- | ---- | ---- | ---- | ---- | ---- | ---- |
| 424  | 503  | 638  | 650  | 675  | 780  | 842  |

## Администрация
| Период | Период | Фамилия         | Партия | Примечания |
| ------ | ------ | --------------- | ------ | ---------- |
| 2001   | 2020   | Жан-Луи Казобон |        |            |

## Экономика
В 2010 году среди 515 человек трудоспособного возраста (15-64 лет) 382 были экономически активными, 133 — неактивными (показатель активности — 74,2 %, в 1999 году было 73,9 %). Из 382 активных жителей работали 349 человек (180 мужчин и 169 женщин), безработных было 33 (16 мужчин и 17 женщин). Среди 133 неактивных 33 человека были учениками или студентами, 66 — пенсионерами, 34 были неактивными по другим причинам.